# Kowiesy (powiat żyrardowski)
Kowiesy – wieś w Polsce położona w województwie mazowieckim, w powiecie żyrardowskim, w gminie Mszczonów.
W skład sołectwa Kowiesy wchodzi także wieś Kowiesowo.
W latach 1975–1998 miejscowość należała administracyjnie do województwa skierniewickiego.